# Charlotte Rohlin
Barbro Charlotte Rohlin (* 2. Dezember 1980 in Linköping) ist eine ehemalige schwedische Fußballspielerin, die seit ihrer Jugend für ihren Heimatverein Linköpings FC spielte und seit 2007 in der Schwedischen Fußballnationalmannschaft der Frauen.

## Karriere
Rohlin begann mit dem Fußballspielen bei ihrem Heimatverein BK Kenty, der 2003 im Linköpings FC aufging. Seit 2002 stand sie beim Linköpings FC unter Vertrag und war Kapitänin der Mannschaft.
Sie debütierte 2007 in der schwedischen Nationalmannschaft der Frauen. Im Jahre 2008 nahm sie mit der schwedischen Nationalmannschaft am olympischen Fußballturnier der Frauen teil, wo sie mit der Mannschaft im Viertelfinale mit 0:2 an Deutschland scheiterte.
2009 stand sie im Kader der schwedischen Auswahl zur Fußball-Europameisterschaft in Finnland, bei der sie in einem Vorrundenspiel zum Einsatz kam. Im WM-Playoff-Spiel gegen Dänemark, in dem Schweden mit 0:2 zurücklag und bei diesem Ergebnis ausgeschieden wäre, gelang ihr zunächst in der 73. Minute der Anschlusstreffer zum 1:2, so dass das Spiel verlängert werden musste, und in der 94. Minute der Ausgleich zum 2:2, wodurch Schweden qualifiziert war. Für die WM wurde sie ebenfalls nominiert. Sie kam in allen drei Vorrundenspielen zum Einsatz und erreichte mit ihrer Mannschaft ungeschlagen das Viertelfinale, wo sie auf die Australierinnen trafen, gegen die Schweden mit 3:1 gewann und damit sowohl das Halbfinale gegen Japan erreichte, als auch die Qualifikation für die Olympischen Spiele in London. Am 16. Juli 2011 gewann sie mit der Mannschaft das Spiel um Platz 3 beim 2:1-Sieg über Frankreich.
Aufgrund einer Kreuzbandverletzung, die sie sich im Mai 2012 im Ligaspiel gegen KIF Örebro zuzog, konnte sie nicht an den Olympischen Spielen 2012 teilnehmen.
2013 gehörte sie zum schwedischen Kader bei der EM-Endrunde und kam in allen fünf Spielen zum Einsatz, schied aber im Halbfinale gegen Titelverteidiger Deutschland aus, wobei sie den entscheidenden Zweikampf gegen Dzsenifer Marozsán verlor, der zum 0:1 führte.
Im Mai 2015 wurde sie für die WM 2015 nominiert. Sie wurde aber nicht eingesetzt und schied mit ihrer Mannschaft im Achtelfinale gegen Deutschland aus.

## Erfolge
- Dritte der Weltmeisterschaft 2011
- Schwedischer Pokalsieger 2006, 2008, 2009
- Schwedischer Meister 2009
- 77 Länderspiele, 7 Tore

## Auszeichnungen
- Abwehrspielerin des Jahres in Schweden 2010 und 2011[6][7]